# Albert Massard
Albert Massard (Lussemburgo, 30 agosto 1900 – Lussemburgo, 8 gennaio 1968) è stato un calciatore lussemburghese, di ruolo attaccante.

## Carriera
Ha partecipato alle Olimpiadi del 1924.